# Julamgera, Raichur
Julamgera là một làng thuộc tehsil Raichur, huyện Raichur, bang Karnataka, Ấn Độ.